# Thymus gobicus
Thymus gobicus là một loài thực vật có hoa trong họ Hoa môi. Loài này được Czern. miêu tả khoa học đầu tiên năm 1970.